# Robert Hartmann (Schiedsrichter)
Robert Hartmann (* 8. September 1979) ist ein deutscher Fußballschiedsrichter.

## DFB-Schiedsrichter
Hartmann pfeift für den SV Krugzell (Schiedsrichtergruppe Kempten/Oberallgäu); er ist seit 2005 DFB-Schiedsrichter. Seit der Saison 2007/08 leitet er Spiele in der 2. Bundesliga und seit der Winterpause 2010/11 Begegnungen der Bundesliga, in der er am 19. Februar 2011 in der Partie SC Freiburg gegen den VfL Wolfsburg debütierte.
Am 19. Juni 2011 leitete Hartmann das Finale der U-19-Junioren Bundesliga im VfL-Stadion am Elsterweg in Wolfsburg. Die A-Junioren des VfL Wolfsburg setzten sich mit 4:2 (1:0) gegen die Altersgenossen des 1. FC Kaiserslautern durch.
Als erster Schiedsrichter im deutschen Profi-Fußball setzte Hartmann am 17. Oktober 2014, während der Partie der 2. Bundesliga VfL Bochum gegen SV Darmstadt 98, das Freistoßspray in einem Spiel ein, das zuvor von der DFL neu eingeführt worden war.
Hartmann ist Betriebswirt und lebt in Wangen im Allgäu.

## Dokumentation
- Meine Geschichte – das Leben von …: Robert Hartmann, Sky Sport, Moderator: Riccardo Basile, ca. 25 Min., Erstsendung: 8. November 2024[4]